# Klapphocker von Daensen
Koordinaten: 53° 25′ 26,6″ N, 9° 41′ 19,6″ O
Als Klapphocker von Daensen werden die metallenen Zierbeschläge eines bronzezeitlichen Klapphockers bezeichnet, die 1899 bei der Ausgrabung eines Hügelgrabes in der Nähe von Daensen, einem Ortsteil der niedersächsischen Hansestadt Buxtehude, gefunden wurden. Der Klapphocker von Daensen ist das südlichste und am reichsten verzierte Exemplar der bislang 18 gefundenen Überreste von Klapphockern der Nordischen Bronzezeit. Die Beschläge und ein originalgetreuer Rekonstruktionsversuch des Hockers befinden sich in der archäologischen Dauerausstellung des Archäologischen Museums Hamburg in Hamburg-Harburg.

## Fund

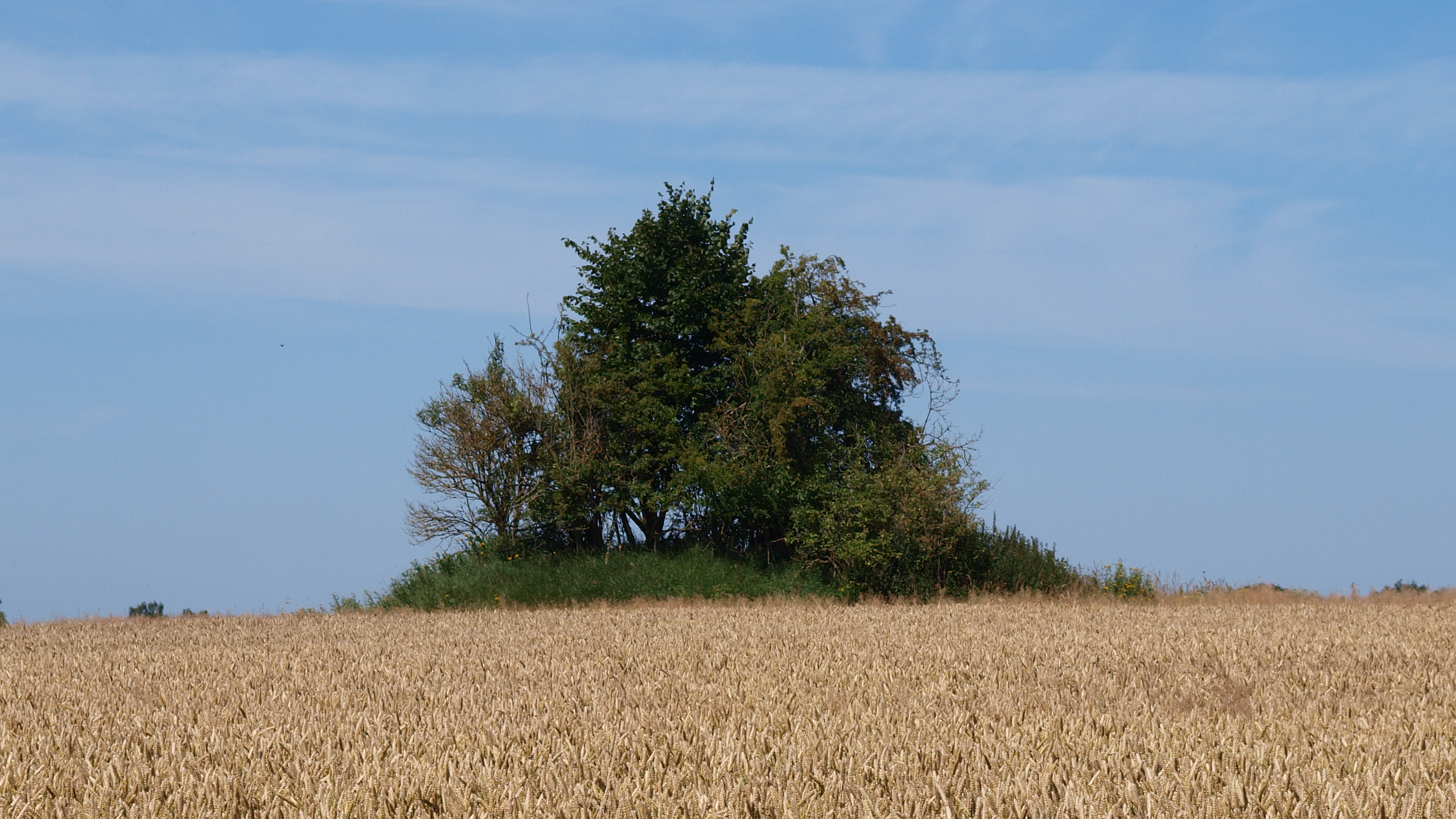
Der rekonstruierte Grabhügel Backelsberg aus Richtung Süden

Die Fundstelle liegt etwa 300 m nordwestlich des Daensener Ortskerns auf einem freien Feld des damaligen Bauern und Gemeindevorstehers Eickhoff. Der Backelsberg oder Baaksberg genannte Grabhügel lag erhöht nahe einer leichten Geländekuppe, war weithin sichtbar und hatte ursprünglich einen Durchmesser von 20 m. Einer örtlichen Sage nach soll in dem Grabhügel der Chauken-Fürst Baak oder Back begraben liegen. Bis 1897 wurde der Grabhügel am nördlichen Ende für die Sandgewinnung halb abgegraben. In der Mitte des Hügels stießen Eickhoffs Knechte auf eine etwa 120 cm hohe rechteckige Steinpackung aus Feldsteinen. Im Inneren der Steinpackung fanden sie verbrannte Knochen und einen vollständigen menschlichen Schädel mit zwei gesunden Backenzähnen. Den Schädel warfen die Arbeiter einem Hund vor, der ihn verschleppte. Der Moisburger Pastor Wittkopf war bei den Arbeiten zu gegen und hielt seine Beobachtungen im Wirtschaftsbuch der Pfarrei fest:

„Dieser Hügel war bis zum Jahre 1879 vom nördlichen Ende her halb abgetragen und darin entdeckt ein Oblong von unbehauenen großen Granitsteinen, nichts besonderes enthaltend. Ferner mehr in der Mitte ein Haufen von mittelgroßen Feldsteinen, etwa 4 Fuß hoch, nach der Seite flach abfallend und auf demselben liegend die Reste von nicht verbrannten menschlichen Gebeinen, ein vollständiger Schädel, mit z. B. zwei kerngesunden Backenzähnen und einigen anderen Knochenresten, welche nicht durch Feuer, sondern durch Alter zerstört wurden. Der Schädel lag im Westen und war von demselben nach Osten zu ein Strich grauer aschenfarbiger Erde, ohne alle epitheta, und dies alles mit Erde noch 3 – 4 Fuß überschüttet. N B! Hier liegt der germanische Chaukenheros Back begraben. Des Bauern Eickhoffs Knechte haben seine Ruhestätte entweiht und seinen Schädel einem Hunde hingeworfen, der ihn verschleppte. Sic transit gloria mundi!“

Im Jahr 1899 wurde aus dem Grabhügel erneut Sand abgetragen, wobei die Knechte diesmal auf eine zweite Steinsetzung stießen. In ihrem Inneren fanden sie mehrere bronzene, teilweise mit Gold verzierte Beschläge, darunter zwei etwa 45 cm lange Leisten mit Goldeinlagen, die sie in mehrere Teile zerbrachen. Im November 1899 übergab Eickhoff einen Teil der gefundenen Beschläge, sowie einen gerippten Bronzearmring aus dem Grabhügel dem Helms-Museum. 1934 gelang es Museumsleiter Willi Wegewitz die restlichen, noch bei Eickhoff Söhnen verbliebenen Beschlagteile für das Museum zu erwerben und so den Fund zu vervollständigen.

## Klapphocker

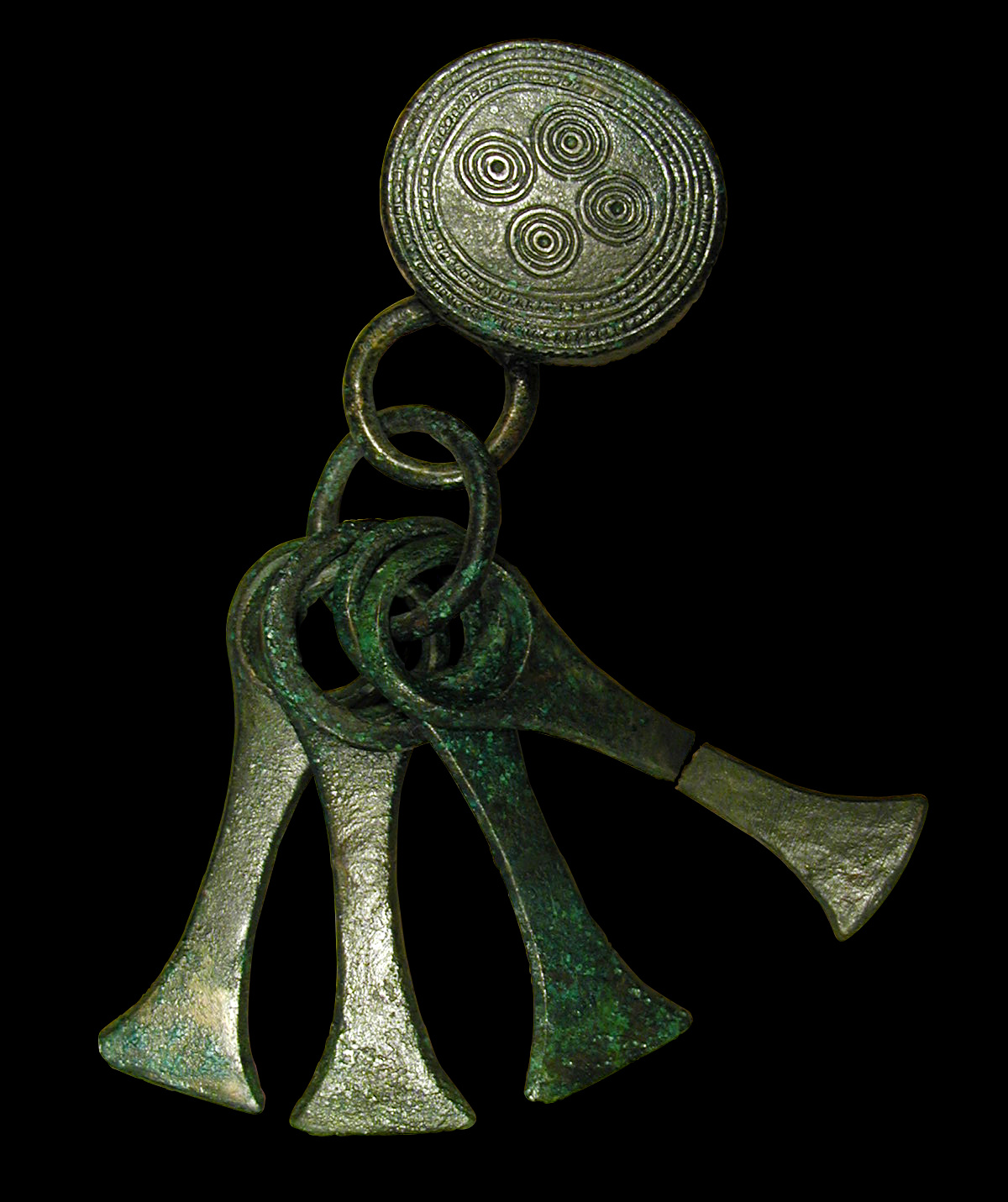
Abschlusskappe mit Klapperblechen

Die Reste des südlichsten bisher gefundenen Klapphockers bestehen aus vier bronzenen Knäufen von 36–40 mm Durchmesser mit einer 15 mm langen Tülle und einer Gesamtlänge von 23 mm. Die Abschlusskappen sind gerippt und zeigen auf der Schauseite ein Muster aus vier konzentrischen Kreisen. In eine angegossene Schlaufe mit einem Durchmesser von 29 mm sind an einem Ring von 28 mm Durchmesser vier Klapperbleche von 73 mm Länge eingehängt. Diese Beschlagteile sind dem Rahmen an der Sitzfläche zuzuordnen. Zwei weitere kleine Knäufe mit Durchmessern von 27–29 mm und Längen von 18 mm gehörten zu den Fußleisten des Hockers. Höchstwahrscheinlich waren an dem Hocker ursprünglich vier dieser Knäufe angebracht, wovon zwei verloren sind. Des Weiteren liegen vier Ziernägel aus Bronze vor, deren gestufte Köpfe mit einem Goldblech überfangen sind. Die Nagelköpfe sind 18 mm Breit und haben eine Stiftlänge von 27 mm. Drei bronzene 8-förmige Beschlagteile von 41 mm Länge, 15 mm Breite und 2 mm Stärke mit einer Linienverzierung tragen eine Goldblecheinlage in der Taille. Das Goldblech wurde durch je zwei feine Einschnitte im Beschlag auf die Rückseite geführt und dort umgebogen. Zwei rechteckige bronzene Beschlagplatten von 38 mm Länge, 7 mm Breite und ca. 1,8 mm Stärke sind auf der Schauseite vollständig mit Goldblech belegt und um die Ränder nach Hingen umgebogen. Weiterhin liegen fünf rechteckige Beschlagplatten vor, deren Bruchkanten sich jedoch nicht aneinanderfügen, so dass möglicherweise noch weitere Beschlagfragmente fehlen. An organischen Materialien haben sich ein Stück Leder und sieben bis acht Holzstückchen erhalten, eines aus Eschenholz, die übrigen aus Ahorn. Unter den Holzteilen befindet sich ein Eckstück und eines mit der Befestigung des Sitzleders. Die Beschlagteile des Hockers wurden typologisch aufgrund von Vergleichsfunden in die Zeit um 1400 vor Chr. datiert.

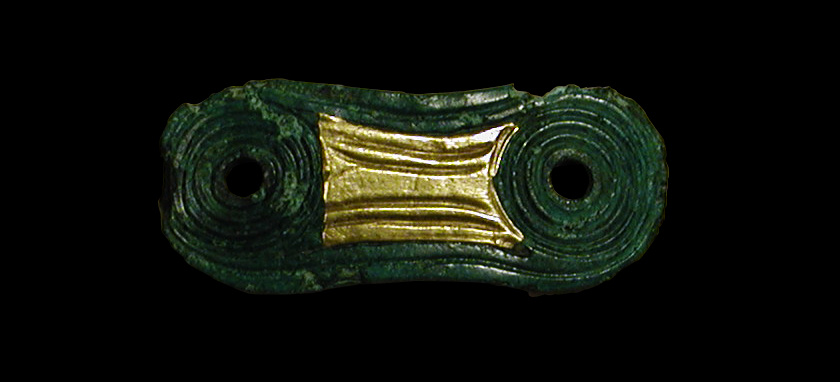
Zierbeschlag mit Goldauflage
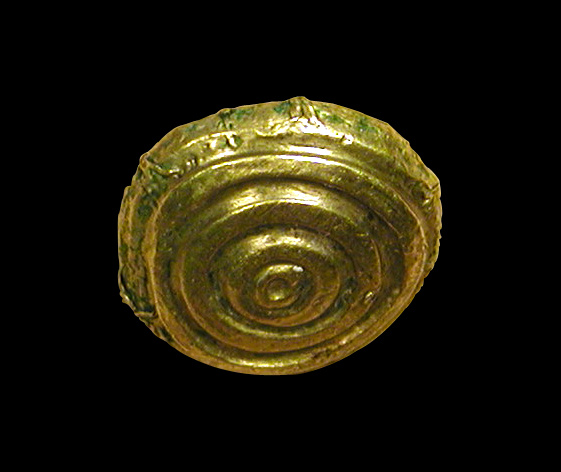
Goldblech eines Ziernagels
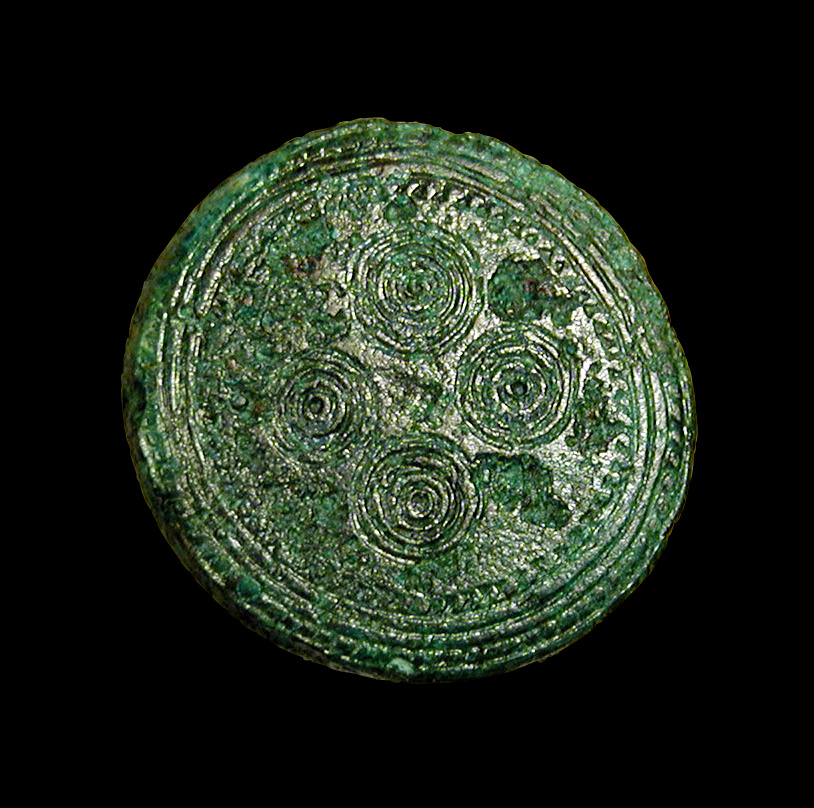
Verzierte Abschlusskappe

Rekonstruktion

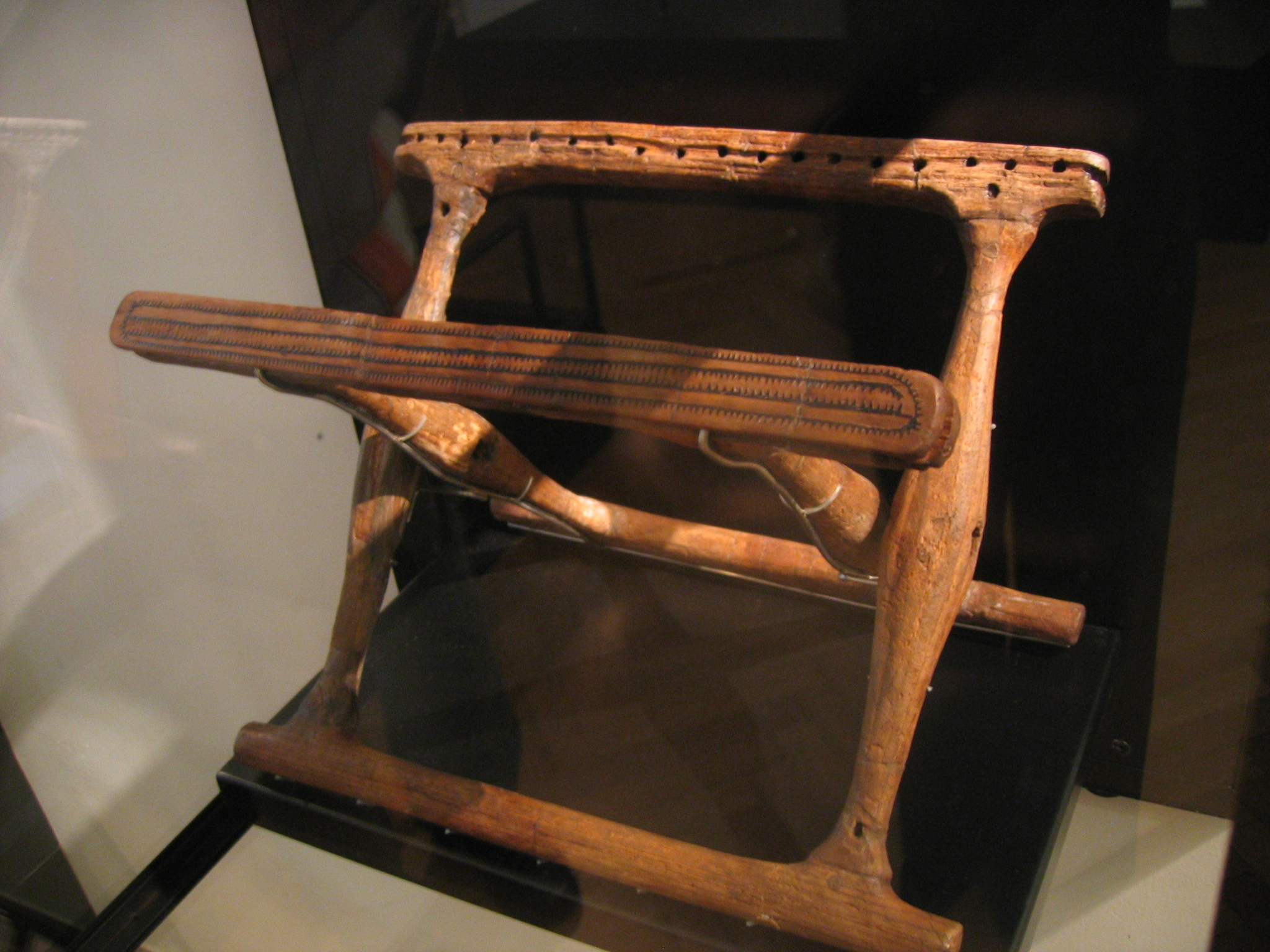
Der Klapphocker vom Guldhøj (Dänemark) diente als Vorlage für die Rekonstruktion der Holzteile des Hockers von Daensen.

Verbreitung bronzezeitlicher Klapphocker

Die gefundenen Metallgegenstände konnten als Beschlagteile eines Klapphockers identifiziert werden, da in den vergangenen Jahren mehrere, Klapphocker aus bronzezeitlichen Grabhügeln und Baumsargbestattungen in Dänemark, Schweden, Schleswig-Holstein und Mecklenburg gefunden wurden. Diese zahlreichen Vergleichsfunde, sowie der 1891 bei Vamdrup in der Dänischen Kommune Ribe gefundene Klapphocker von Guldhøj mit seiner vollständig erhaltenen Holzkonstruktion, ermöglichten einen Rekonstruktionsversuch des Klapphockers aus Daensen.

## Deutung und Bedeutung
Die unsachgemäße Bergung ohne genaue Dokumentation des Fundzusammenhangs erschweren genauere Aussagen zu dem gesamten Fundkomplex. Der Klapphocker von Daensen ist der am prunkvollsten verzierte Klapphocker der nordischen Bronzezeit. Von diesem Hockertyp, bzw. den Beschlagteilen gibt es 17 weitere Vergleichsfunde. Die Überreste zweier Klapphocker stammten aus Depotfunden, alle übrigen waren Grabbeigaben von Baumsarg- oder Grabhügelbestattungen. Dort wo das Geschlecht des Bestatteten ermittelbar war, waren die Klapphocker männlichen Verstorbenen beigegeben worden. Aus diesem Grund ist es wahrscheinlich, dass auch der Daensener Klapphocker einem verstorbenen Mann beigegeben wurde. Beigaben von Klapphockern wurden bisher in ausgesprochen wohlhabenden Bestattungen angetroffen. Es ist möglich, dass auch der Bestattete in Daensen eine höher gestellte Persönlichkeit, möglicherweise ein Fürst oder Häuptling, in seinem sozialen Umfeld war. Das Fehlen weiterer Beigaben weist möglicherweise auf eine antike Beraubung des Grabes hin, da vergleichbare, mit Hocker ausgestattete Gräber immer weitere Beigaben wie Waffen, Schmuck und Haushaltsgegenstände beinhalteten. Das von Bauer Eickhoff eingelieferte gerippte Bronzearmband muss jedoch aus einer Frauenbestattung stammen, wie Vergleichsfunde nahelegen. Entweder lag hier eine Doppelbestattung vor, oder das Armband stammte aus einer separaten Frauenbestattung, die nachträglich im gleichen Grabhügel angelegt wurde. Weitere Parallelen solcher Klapphocker stammen aus dem Alten Ägypten, dessen bekanntestes Exemplar aus dem Grab Pharaos Tutenchamun um 1330 v. Chr. stammt und aus dem 2003 entdeckten mittelalterlichen angelsächsischen Königsgrab von Prittlewell.